# Orquestra Filharmònica d'Armènia
L'Orquestra Filharmònica Nacional d'Armènia (ANPO) (armeni: Հայաստանի ազգային ֆիլհարմոնիկ նվագախու) és l'orquestra nacional d'⁣Armènia. Va ser fundada el 1925 per Arxak Adamian i Alexander Spendiaryan com a orquestra simfònica del Conservatori Estatal de Yerevan. Ara actua a la Sala Khatxaturian, a Yerevan. És la principal institució simfònica del país i un emblema cultural d’Armènia.
Al llarg dels anys, els directors Arxak Adamian, Alexander Spendiarian, Ohan Durian, Valeri Guérguiev, Loris Tjeknavorian, etc. van dirigir l'orquestra. Des de la seva fundació, l'orquestra ha interpretat la major part del repertori clàssic. Molts artistes famosos com David Óistrakh, Sviatoslav Richter, Mstislav Rostropóvitx, David Geringas, Borís Berezovski i Ian Gillan han aparegut amb l'orquestra. Aram Khatxaturian, Dmitri Kabalevski i altres han dut a terme els seus treballs a l'APO. S'han publicat més de 30 CD amb les gravacions de l'APO.

## Directors principals
- Eduard Topchjan (2000 - )
- Loris Tjeknavorian (1999 - 1000)
- Mikael Avetisyan (1998 - 1999)
- Loris Tjeknavorian (1989 - 1998)
- Vahagn Papian (1987 - 1989)
- Martin Nersissian (1986 - 1987)
- Rafael Mangassarian (1985 - 1986)
- Valeri Guérguiev (1981 - 1985)
- David Khanjian (1974 - 1981)
- Aram Katanian (1970 - 1973)
- Ruben Vartanyan (1967 - 1970)
- Miquel Maluntsian (1966 - 1967)
- Ohan Durian (1960 - 1965)
- Miquel Maluntsian (1945 - 1960)
- Constantine Saradjian (1941 - 1945)
- Gevork Budaghian (1932 - 1933)
- Souren Charekian (1928 - 1932)
- Alexander Spendiaryan (1926 - 1928)
- Arxak Adamian (1924 - 1926)

## Rerferències
1. ↑  «Orquestra Filharmònica Nacional d’Armènia».   addaalicante.es. [Consulta: 8 juny 2025].